# Андроген-индуцированный гермафродитизм
Андроген-индуцированный гермафродитизм — синдром, обусловленный врожденным наличием гениталий мужского типа у новорожденных с кариотипом 46,XX. Происходит, когда через плаценту передается слишком много мужских гормонов. Если в мужском плоде имеется избыток андрогенов, это приводит к врождённой гиперплазии коры надпочечников у младенца.